# Carmen Caffarel Serra
Carmen Caffarel Serra   (Barcelona, 1953), és una lingüista, doctora en lingüística hispànica i catedràtica de comunicació audiovisual a la Universitat Rei Joan Carles de Madrid. Va ser directora general de RTVE entre 2004 i 2007. Des de 2007 a 2012 va ser directora de l'Institut Cervantes.

## Biografia
Ha desenvolupat la docència tant en aquesta universitat com a la Universitat Complutense de Madrid. Obtingué el 1988 el doctorat cum laude en lingüística hispànica per la Facultat de Filosofia i Lletres de la Complutense, amb la tesi La tasca periodística de José Ortega Munilla. Des de 1988 a 2000 fou professora titular de la Universitat Complutense de Madrid, i s'incorporà el 2000 a la Universitat Rei Joan Carles, on va ser vicerectora adjunta d'Alumnes i Relacions Internacionals des de 2001 i catedràtica des de 2002. En ambdues universitats exerceix a més diversos càrrecs de gestió.
Caffarel és filla de l'actor Josep Maria Caffarel i Fàbregas i mare de dos fills, Pablo i María.

### Directora general de Radiotelevisió Espanyola
El 23 d'abril de 2004 fou designada directora general de l'ens públic Radiotelevisió espanyola pel Consell de Ministres i el 26 d'abril prometé el seu càrrec en un acte presidit per la vicepresidenta del Govern María Teresa Fernández de la Vega.
Substituí en el càrrec a José Antonio Sánchez Domínguez, essent la tercera dona designada per aquest càrrec, després de Pilar Miró i Mónica Ridruejo.
La primera tasca de Caffarel a RTVE va ser la renovació dels seus càrrecs. La directora nomenà Pedro Piqueras Director de Ràdio Nacional d'Espanya en substitució de José Antonio Sentís, i a Fran Llorente com a director d'informatius de Televisió Espanyola.
Durant la seva gestió es va abordar la reforma de Radiotelevisió Espanyola que va implicar l'assumpció del deute històric, la transformació de l'ens públic a la Corporació RTVE i l'aprovació d'una reforma laboral que va implicar la sortida voluntària de l'ens de 4.150 professionals amb el suport unànime de tots els grups sindicals i la ratificació del 80% dels treballadors. A més, la reforma va suposar la modernització tecnològica de l'empresa.
Un cop aprovada la Llei de la Ràdio i la Televisió Estatal de 5 de juny de 2006, Carmen Caffarel va cessar en el càrrec el gener de 2007.

### Directora de l'Institut Cervantes
El 13 de juliol de 2007 fou nomenada directora de l'Institut Cervantes, a iniciativa de la ministra d'Educació i Ciència i del ministre de Cultura, a proposta del ministre d'Afers Exteriors i de Cooperació, de la ministra d'Educació i Ciència i del ministre de Cultura, prèvia deliberació del Consell de Ministres.
Fins a la seva incorporació a la direcció de l'Institut Cervantes, exercia la seva activitat docent i investigadora com a catedràtica de la Universitat Rei Joan Carles.
És coautora de diverses publicacions sobre llengua castellana i ha publicat en revistes especialitzades nombrosos articles relacionats principalment amb la comunicació, els mitjans informatius i la televisió.